# Mlaka pri Kočevski Reki
Mlaka pri Kočevski Reki je naselje v občini Kočevje.